# Langstaartparkiet
De langstaartparkiet (Psittacula longicauda) is een vogel uit de familie Psittaculidae (papegaaien van de Oude Wereld).

## Verspreiding en leefgebied
De soort komt voor op de Andamanen, Maleisië, Sumatra en Borneo en telt vijf ondersoorten:
- P. l. tytleri: de Andamanen en Cocoseilanden.
- P. l. nicobarica: de Nicobaren.
- P. l. modesta: Enggano (nabij zuidwestelijk Sumatra).
- P. l. longicauda: zuidelijk Maleisië, Borneo, Sumatra, Nias en Banka.
- P. l. defontainei: de Natuna-eilanden (nabij westelijk Borneo).

## Status
De grootte van de populatie is niet gekwantificeerd, maar de soort wordt omschreven als algemeen in een deel van zijn verspreidingsgebied. Aangenomen wordt echter dat de populatie snel achteruitgaat door ontbossing en door vangst voor de kooivogelhandel. Daarom heeft de soort op de Rode lijst van de IUCN de status kwetsbaar.